# Helena Dvořáková (spisovatelka)
Helena Dvořáková, rozená Čubová (6. srpna 1895 Praha – 22. června 1970 Praha) byla česká redaktorka a spisovatelka příběhů ze života žen, historických próz a prací pro mládež.

## Život
Pocházela z učitelské rodiny, roku 1912 maturovala na gymnáziu na pražských Vinohradech, roku 1913 absolvovala obchodní abiturientský kurz v Chrudimi a roku 1915 složila státní zkoušku z francouzštiny. V letech 1924–1929 navštěvovala na Filozofické fakultě Univerzity Karlovy jako mimořádná posluchačka přednášky z dějin literatury u F. X. Šaldy a také přednášky z psychologie. Roku 1931 podnikla studijní cestu do Itálie a pak působila jako redaktorka nejprve v Melantrichu, od roku 1951 v Osvětě a od roku 1953 v Orbisu, se kterým Osvěta splynula. Roku 1959 odešla do důchodu.
Jako spisovatelka navazovala na naturalismus Karla Matěje Čapka-Choda. Věnovala se především ženské problematice a své hrdinky stavěla do mezních situací. Orientovala se i na osudy lidé sociálně vykořeněných a individuální příběhy zasazovala do sociálních souvislostí. V některých dílech využívala i prvky dobrodružné nebo detektivní literatury. V padesátých letech se snažila vyhovět tehdejším ideologickým požadavkům a později se věnoval historické próze. Psala i knihy pro mládež a přispívala do novin a časopisů (Host, Lidové noviny, Lumír, Národní osvobození, Právo lidu, Literární noviny a další).